# 197 г. пр.н.е.
197 (сто деветдесет и седма) година преди новата ера (пр.н.е.) е година от доюлианския (Помпилийски) римски календар.

## Събития

### В Римската република
- Консули са Гай Корнелий Цетег и Квинт Минуций Руф.
- Броят на преторите е увеличен на шест. Предишно заемане на преторска длъжност става задължително условие при кандидатстване за консулска длъжност.[1]
- Консулът Цетег подчинява ценоманите.[1]
- Събрани са нови заселници за колонията Коза.[1]
- Извършена е демаркация на границата между двете новосъздадени провинции в Испания (Близка и Далечна Испания).[1]
- Въстания на племена в Испания и начало на продължителни римски войни на полуострова.[1]

### В Гърция
- Битка при Киноскефала – Тит Квинкций Фламинин постига решителна победа над цар Филип V Македонски. Филип започва преговори за мир с Фламинин. Край на Втората македонска война.[2]
- Настояванията на етолийците за детрониране на Филип и получаване на значителни територии от царството му са отхвърлени. Предложените от царя отстъпки и мирни условия са препратени към Сената.[2]

### В Мала Азия
- Кампания на Антиох III по южното крайбрежие на Мала Азия срещу останалите птолемеиски гарнизони.[2]
- Царят на Пергам Атал I умира и е наследен от неговия син Евмен II.[2]

## Починали
- Атал I, цар на Пергам от династията на Аталидите (роден 269 г. пр.н.е.)